# Detergente a gas

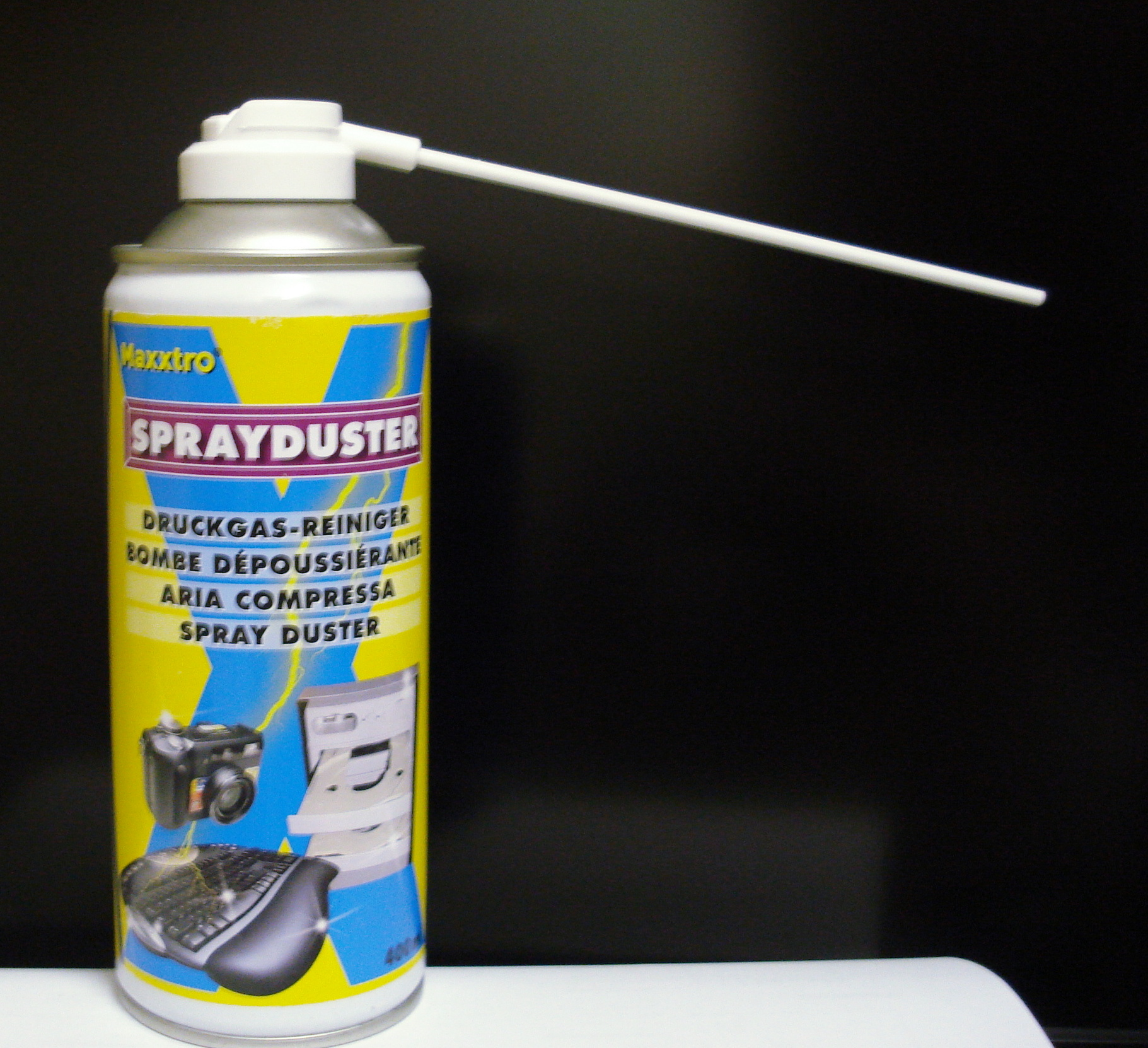
Una lattina a gas

Il detergente gas, noto anche come aria spay o bombolette di aria compressa, è un prodotto utilizzato per la pulizia di apparecchiature elettroniche e di altri dispositivi sensibili che non possono essere puliti con l'acqua. Il prodotto è spesso contenuto in una lattina in acciaio dotata di un tubo per dirigere il getto ed una valvola.
Nonostante essere note come "aria compressa", il contenuto non è aria, bensì altri gas che possono essere liquefatti, così da permettere di contenere una quantità maggiore di gas in una bomboletta. I gas usati tipicamente sono butano, propano e isobutano, ma fluoro carburi vengono anche usati in quanto meno infiammibili.
Alcuni detergenti a gas contengono HFC-134a (tetrafluorometano), tuttavia, questi prodotti vengono venduti con un prezzo più elevato rispetto agli altri detergenti.